# Padergnone (Rodengo-Saiano)
Padergnone (Padergnù in dialetto bresciano) è una frazione del comune di Rodengo-Saiano, in provincia di Brescia.

## Origine del nome
Secondo diversi studiosi, il nome Padergnone deriverebbe dal nome personale Paternio, dal gentilizio Paternius o da Paternia, nomi utilizzati per le colonie militari dell'epoca dei Cesari.

## Storia
Padergnone è nominato per la prima volta in un documento del monastero di Rodengo del 1142, dove si elencavano le terre che una certa Imegia donò alla chiesa di San Nicolò. A Padergnone si trovava una vicinia, successivamente unita con la vicinia della località Pedenaga. Le vicinie erano formate da un consiglio di tre sindaci e reggenti, ed un certo numero di consiglieri.

## Geografia
Padergnone si trova a nord-ovest della frazione di Rodengo, e ad est di Saiano. Confina con la frazione di Ronco, appartenente al comune di Gussago. Il territorio è perlopiù pianeggiante, ma sul confine con la frazione Cantarana a nord è collinare.

## Monumenti e luoghi di interesse
- Chiesa di Cristo Risorto, la seconda chiesa di Padergnone, consacrata il 23 settembre 2007, è la prima chiesa costruita nel terzo millennio[3];
- Chiesa di San Rocco, la storica chiesa di Padergnone, costruita nel XV secolo[1] sul sito dove sorgeva una santella, già dedicata a San Rocco.[4]
- Oratorio di Padergnone